# Массина
Массина, также известное как Дина Массина, Джихадистское государство Сисе, Халифат Хамдулахи (араб. خلافة حمد الله‎; фула Laamorde Maasina; бамана Massina Mansamara; фр. Empire du Macina) — африканское теократическое исламское государство доколониальной эпохи в западном Судане в одноимённом регионе Масина, верхняя дельта реки Нигер к югу от Тимбукту в районе нынешних малийских провинций Сегу и Мопти, созданное и подчинённое феллатам. Оно было основано Секу Амаду в 1818 году во время джихада фулани после победы над царством Бамбара и её союзниками в битве при Нукуме. К 1853 году халифат столкнулся с более сильным противником в лице Омара Саида, который уничтожил это государство захватив все его земли. От юго-восточных феллатских государств Массина была отделена полосой, заселённой независимыми сонгайцами. Одно время в нём проживало около 4 500 000 жителей, на площади 166 879 квадратных километров, и оно составляло главную составную часть прежнего Мелле, бывшего во владении Сонгая.
Массина была одним из наиболее организованных теократических государств своего времени на Африканском континенте со столицей в Хамдуллахи. Ею управлял алмами с помощью «Большого совета», который обладал правом избирать новых правителей после смерти предыдущего. Хотя теоретически алмами не обязательно должен был быть членом семьи Бари, а только образованным и благочестивым человеком, каждый избранный алмами был сыном предыдущего правителя.

## История

### Истоки
Массина была основана около 1400 года группой представлявших народ фульбе, родом из Термесса, к югу от Ходжа. Фульбе в данном регионе на протяжении столетий находились в вассальной зависимости у более крупных государств, таких как Малийская империя (XIII — XIV века), Сонгай (XV век), марокканских правителей Тимбукту (XVI век) и Сегу (XVII век). С XVI столетия Массина состояло из мелких владений.

### Основание государства
К началу XIX века многие из этих более крупных государств стали терять силу, и, вдохновленный недавними восстаниями мусульман под руководством Усмана дан Фодио в соседней земле хауса, реформатор и проповедник Секу Амаду предпринял попытку воплотить в жизнь идеи религиозного возрождения на родине. Амаду родился в семье мелкого учёного из одного из менее влиятельных кланов фульбе. Он был религиозным и политическим аутсайдером, что всё чаще приводило его к столкновениям с устоявшимися элитами, поскольку его влияние в регионе росло за их счёт. Эта напряженность привела к открытой конфронтации в 1818 году, когда умер Ардо Гуидадо, сын вождя фульбе Ардо Амаду, вина была возложена на одного из учеников Секу Амаду.
Первоначально сопротивление сформировалось в Массине, и 1818 году Секу Амаду возглавил джихад против государства Сегу. Ардо Амаду воспользовался этим инцидентом, чтобы мобилизовать армию численностью более 200 000 человек из городов Сегу, Поромани, Монимпе, Гундаки и Мацина для подавления джихадистов. Первое столкновение произошло в битве при Нукуме, в ходе которой относительно небольшой батальон Секу Амаду численностью в 1000 человек смог разгромить силы численностью в 100 000 человек, возглавляемые генералом Джамого Сери. Саку Амада воспринял свою победу как божественное чудо и в 1818 году возглавил джихад против царства Бамбара. Территория Массины стремительно расширялась, к 1819 году был занят Дженне, а к 1820 — основана новая столица в Хамдуллахи.

### Расцвет
На вершине могущества гарнизон столицы располагал 10 000 воинов, и Амаду Секу приказал соорудить «6 тысяч мечетей» (фантастическое преувеличение) для дальнейшего распространения ислама. Алкоголь, табак, музыка и танцы были строго запрещены в соответствии с местной трактовкой исламского права, для вдов и сирот были открыты богадельни. Строгое толкование исламских предписаний в вопросах роскоши заставило Амаду отказаться от поддержания Дженненской соборной мечети, и все новые мечети в его правление строились с низкими потолками, без минаретов и излишнего декора.
Одним из наиболее значительных достижений стал кодекс, регулирующий использование региона внутренней дельты реки Нигер скотоводами народа фульбе и различными крестьянскими общинами.
Экспансия Массины в регион между малийско-нигерской границей и северо-восточной частью Буркина-Фасо была более успешной и ознаменовала собой самую южную границу империи, которую она делила с халифатом Сокото. Различные вождества региона, в первую очередь Барабулле и Джилгоджи, были объединены в конце 1820-х годов после ряда катастрофических сражений для армии Массины, которые в конечном итоге закончились, когда угрозы со стороны государства Ятенга вынудили местных вождей перейти под защиту Массины. В 1825 году Амаду захватил Тимбукту. Однако конфликт, возникший с государствами Бамбара в Каарте, был более серьёзным, и армия Массины понесла тяжёлые потери, особенно в 1843–1844 годах. Все попытки Массины расширить своё присутствие на западе оказались столь же тщетными.
После первого завоевания северо-восточных областей между Тимбукту и Гао в 1818–1826 годах Арма и туареги, контролировавшие этот регион, несколько раз поднимали восстания, пытаясь избежать установления прямого правления назначенного Лоббо губернатора Абд аль-Кадира (который сменил пашу Усмана аль-Рими). Это побудило Массину установить жёсткий контроль над городом в 1833 году, когда был назначен губернатор из племени фульбе, который контролировал весь регион вплоть до Гао. В 1840 году силы туарегов вытеснили гарнизон Массины, но в следующем году потерпели поражение и были изгнаны. Затем, в 1842–1844 годах, туареги перегруппировались и сумели разгромить силы Массины и изгнать их из Тимбукту, но позже город был осажден Массиной, а его жители были заморены голодом, что вынудило их вновь подчиниться правлению Массины к 1846 году. Споры между Массиной и Тимбукту часто разрешались при посредничестве семьи учёных Кунта во главе с Мухаммедом аль-Кунти и его сыном аль-Мухтаром аль-Сагиром. Амеду умер в 1845 году, оставив управление Массиной своему сыну Амаду II, которому наследовал его сын Амаду III.

### Уничтожение
Восшествие Амаду III на престол в 1853 году, после того как он был избран Большим советом, опередив, возможно, более способных дядьев, ознаменовало начало упадка государства. Правление Амаду III сопровождалось противоречиями. Говорили, что он был менее доблестен на войне и более вял, когда дело касалось соблюдения религиозных догматов, которые управляли государством. Ко времени начала джихада Омара Саида против Массины неорганизованная армия Амаду III оказала ему незначительное сопротивление.
В 1862 году Омар Аль-Хадж вышел в поход на Массину из укрепленной базы в Сегу. После череды кровопролитных сражений, он захватил Хамдуллахи и уничтожил этот город. Амаду III попал в плён, а позже был обезглавлен. Несмотря на недолгое сопротивление, продолжавшееся при его брате Ба Лоббо, уничтожение столицы и последующие завоевания Аль-Хаджа означали фактический конец государственности Массина. Открытие для европейцев региона Масина приписывается немецкому путешественнику Генриху Барту.

## Управление
Массина была организована как исламское теократическое государство. Она имела одно из самых развитых правительств в Африке того времени, с системой сдержек и противовесов и хорошо отлаженной налоговой системой, которые создавали большую стабильность в государстве.
В государстве существовали специальные агенты, которые проверяли других государственных чиновников.

### Законодательная власть
Массиной управлял Большой совет из 40 человек, назначаемый алмами за их мудрость и творческий подход, и 60 судей, которые должны были быть из лучших мурабитов. Великий совет действовал как законодательная, исполнительная и судебная ветви власти государства и мог принимать свои собственные решения, основанные на строгом соблюдении маликитской интерпретации законов шариата. Однако только алмами мог потребовать пересмотра политики или решения или выступить в качестве адвоката от имени истца. Если между Большим советом и алмами возникали разногласия, 40 из 60 судей выбирались случайным образом для принятия окончательного решения.
Большой совет также обладал полномочиями назначать преемников алмами. Хотя теоретически алмами не обязательно должен был быть членом семьи Бари, а только образованным и благочестивым человеком, каждый избранный алмами был сыном предыдущего правителя.

### Регионы
Государство состояло из пяти крупных регионов, известных как Дженнер, Факала-Кунари, Хайре-Сено, Массина и Наббе-Дуд. В каждом из этих регионов управление было возложено на военного губернатора, известного как амир, который нёс ответственность за охрану своих соответствующих территорий. Амиры поддерживали местные советы и финансируемая государством судебная система, что давало им полномочия выносить независимые судебные решения и способствовать разрешению конфликтов. Большой совет должен был выступать в качестве верховного суда.

### Местное самоуправление
Столица Хамдуллахи была разделена на 18 районов, которые также были разделены на несколько резиденций. Каждая из этих резиденций была окружена высокой стеной для защиты частной жизни и колодцем, который обеспечивал надёжный источник питьевой воды. Также здесь была сильная так называемая «полиция», которая следила за соблюдением различных правил поведения, к примеру как правила гигиены. Во всех деревнях и городах халифата взимались налоги с урожая, военные расходы и общая мусульманская десятина.
Исламизация населения было одним из приоритетных направлений в государстве, этот процесс должен был проходить через религиозное образование. Как мальчики, так и девочки в возрасте от 7 до 21 года в обязательном порядке должны были изучать Коран и предания о Мухаммеде, исламскую теологию и мистицизм, а в некоторых случаях и более светские предметы, такие как грамматика, чтобы понимать написанное в Коране, и риторика, чтобы можно было успешно проповедовать ислам среди друзей и знакомых. Хоть образование было для многих обязательным, оно не было бесплатным и за него следовало платить фиксированную плату, что не мешало учителям получать зарплату от государства.

## Современное влияние
Террористическая группировка Ансар уль-Ислам ставит своей целью восстановление Массины.